# Lake Holm (Washington)
Lake Holm  est une census-designated place américaine de l'État de Washington dans le comté de King. 
La population était de 3 221 habitants en 2010.